# Caladenia alata
Caladenia alata är en orkidéart som beskrevs av Robert Brown. Caladenia alata ingår i släktet Caladenia och familjen orkidéer. Inga underarter finns listade i Catalogue of Life.